# Cyrtochilum andreettae
Cyrtochilum andreettae är en orkidéart som beskrevs av Willibald Königer och José Portilla. Cyrtochilum andreettae ingår i släktet Cyrtochilum, och familjen orkidéer.
Artens utbredningsområde är Ecuador. Inga underarter finns listade i Catalogue of Life.